# Araneus villa
Araneus villa är en spindelart som beskrevs av Levi 1991. Araneus villa ingår i släktet Araneus och familjen hjulspindlar.
Artens utbredningsområde är Bolivia. Inga underarter finns listade i Catalogue of Life.